# Dean Conant Worcester

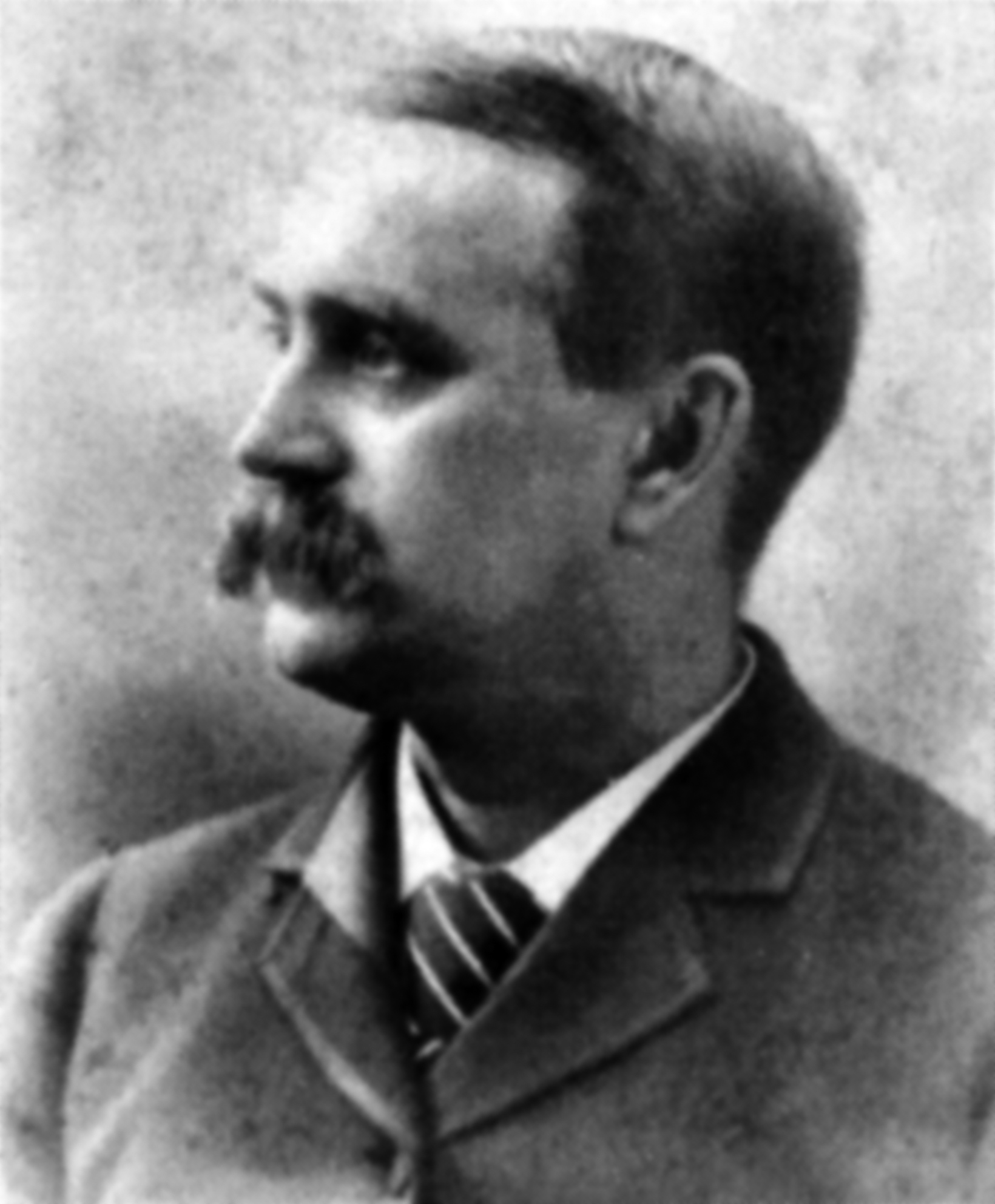
Porträt von Dean Conant Worcester

Dean Conant Worcester (* 1. Oktober 1866 in Thetford, Vermont; † 2. Mai 1924 in Manila, Philippinen) war ein US-amerikanischer Zoologe und Regierungsbeamter auf den Philippinen.

## Leben

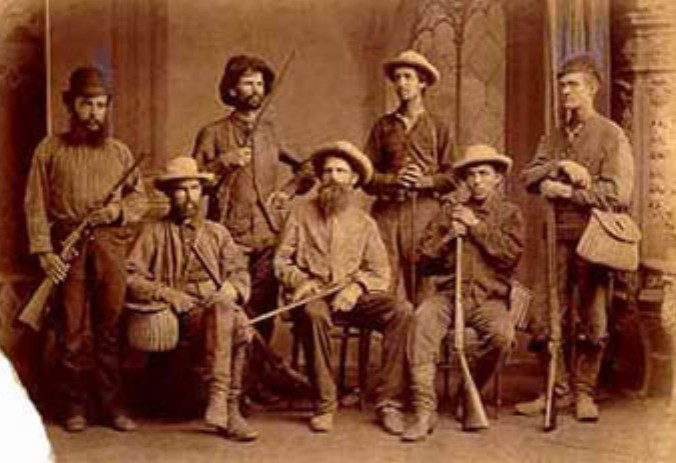
Dean Conant Worcester (2. von links, oben) auf der Philippinen-Expedition 1887/1888

Worcester war das jüngste von neun Kindern von Ezra Carter Worcester und Ellen Hunt (Conant) Worcester. Er besuchte öffentliche Schulen in Vermont. Im Oktober 1884 trat er in die University of Michigan ein, wo er 1887 und 1888 Teil der von Joseph Beal Steere organisierten zoologischen Expedition auf die Philippinen war, bei der über 300 zoologische Exemplare gesammelt wurden, von denen 53 als neue Arten beschrieben wurden. Kurz darauf, im September 1890, kehrten Worcester und sein Kollege Frank Swift Bourns im Rahmen einer zweijährigen zoologischen Expedition auf die Philippinen zurück, die von Louis F. Menage, einem wohlhabenden Geschäftsmann aus Minneapolis, der der größte Förderer der Minnesota Academy of Natural Sciences war, finanziert wurde. 1893 wurde er Dozent an der University of Michigan. 1895 wurde er zum Assistenzprofessor für Zoologie befördert und zum Kurator des Naturkundemuseums der University of Michigan, ernannt.
Als 1898 der Spanisch-Amerikanische Krieg ausbrach, nutzte Worcester sehr schnell sein Wissen über die Philippinen aus erster Hand, indem er öffentliche Vorträge hielt und sich mit der Veröffentlichung der Monographie Philippine Islands and their People im Oktober 1898 als einer der führenden Kenner des Landes etablierte. Worcester war während seiner Zeit auf den Philippinen ein begeisterter Fotograf, und seine veröffentlichten Fotografien hatten einen tiefgreifenden Einfluss auf die öffentliche Meinung in den Vereinigten Staaten über die „exotischen“ Filipinos.
Am 20. Januar 1899 wurde Worcester von US-Präsident William McKinley zum Mitglied der Schurman-Kommission (Erste Philippinische Kommission) ernannt, um Empfehlungen darüber abzugeben, wie die USA nach der Abtretung der Souveränität der Philippinen durch Spanien an die Vereinigten Staaten durch den Vertrag von Paris (1898) vorgehen sollten. Am 16. März 1900 trat er der nachfolgenden Taft-Kommission (Zweite Philippinische Kommission) bei, der er bis 1913 angehörte. Als Mitglied der philippinischen Kommission war er ab 1901 in der sehr einflussreichen Rolle des Innenministers der Kolonialverwaltung tätig. In dieser Eigenschaft beaufsichtigte er die Gründung einer Reihe von Behörden, darunter das Landwirtschaftsministerium, das Wissenschaftsministerium, das Büro der Regierungslaboratorien und das Gesundheitsbüro. 1906 wurde er Superintendent für das öffentliche Schulwesen. 1907 gründete er die Philippine Medical School und legte 1908 den Grundstein für das Philippine General Hospital, das 1910 eröffnet wurde und zum primären Lehrkrankenhaus der University of the Philippines College of Medicine und zu einem Krankenhaus für die Armen geworden ist.
Worcester hatte ein großes Interesse an der öffentlichen Gesundheit, aber seine Reaktion auf einen großen Choleraausbruch zwischen 1902 und 1904 in Manila und anderen philippinischen Städten wurde stark kritisiert. Besonders schwer war die Epidemie im Bezirk Farola in Manila (nahe dem heutigen San Nicolas), in dem viele der ärmsten Einwohner der Stadt lebten. Worcester ordnete die Niederbrennung von Hunderten von Häusern und die Zwangsquarantäne vieler verängstigter und obdachloser Filipinos an. Trotz dieser drakonischen Maßnahmen, die Worcester und die Beamten des öffentlichen Gesundheitswesens ergriffen, starben in Manila und anderswo auf den Philippinen 109.461 Menschen. Das Unvermögen, diesen großen Ausbruch und die nachfolgenden Cholera-Ausbrüche in den Jahren 1905 und 1908 wirksam zu kontrollieren, brachte Worcester in große Verlegenheit und zog den Zorn der philippinischen Presse auf sich, die oft behauptete, die Maßnahmen des öffentlichen Gesundheitswesens seien in erster Linie darauf ausgerichtet gewesen, Slums für die Sanierung des wertvollen Hafengebiets von Manila zu räumen. Als Reaktion darauf veröffentlichte das Innenministerium der Insel, das hauptsächlich unter der Leitung von Worcester stand, eine Chronik dieser Cholera-Ausbrüche mit einem Bericht über die Versuche der Behörde, sie unter Kontrolle zu bringen.
1913 wurde Worcester Vizepräsident der Philippine American Company und arbeitete bis 1924 für verschiedene Wirtschaftsunternehmen auf den Philippinen, darunter  Kokosnussanbau und -verarbeitung, Viehzucht und Seetransport.
Worcester war Mitglied der Royal Geographical Society und der American Association for the Advancement of Science.
In Zusammenarbeit mit Frank Swift Bourns beschrieb Worcester 1894 die Mindorodrossel (Geokichla cinerea), die Tawitawitaube (Gallicolumba menagei), den Mindorokuckuck (Centropus steerii), die Dunkelohrtaube (Phapitreron cinereiceps) und den Tablasfächerschwanz (Rhipidura sauli).

## Dedikationsnamen
Joseph Beal Steere benannte 1890 die Unterart Loriculus philippensis worcesteri des Philippinenpapageichens nach Worcester. Richard Crittenden McGregor benannte 1904 das Worcesterlaufhühnchen (Turnix worcesteri) zu Ehren von Dean Conant Worcester. Leonhard Hess Stejneger benannte 1905 die Froschart Philautus worcesteri nach Worcester.

## The Philippine Islands and Their People
Sein 1899 in New York bei Macmillan erschienenes Buch The Philippine Islands and Their People: A Record of Personal Observation and Experience, With a Short Summary of the More Important Facts, in the History of the Archipelago (Die philippinischen Inseln und ihr Volk: Ein Bericht über persönliche Beobachtungen und Erfahrungen, mit einer kurzen Zusammenfassung der wichtigsten Fakten in der Geschichte des Archipels) enthält die Geschichte von Manila, eine Beschreibung des Archipels, von Besuchen in Palawan, Balabac, Cagayan Sulu, Mindanao, Basilan, Moros, Tawi Tawi, Moros, Sulu, Panay & Guimaras, Negros, Siquijor, Cebu, Samar, Masbate & Marinduque, Mindoro, Luzon, Romblon, Tablas, Sibuyan, Culion & Busuanga. Es schildert Menschen, Bräuche, Land, Sehenswürdigkeiten, Flora, Fauna, Vulkane, Plantagen und stellt eine wichtige Primärquelle dar.